# Alex Jones
Alexander Emerick "Alex" Jones, född 11 februari 1974 i Dallas, Texas, är en amerikansk programledare, journalist, dokumentärfilmare och konspirationsteoretiker. Han betraktar sig som libertarian och paleokonservativ.
Han är känd för sin framträdande ställning inom den så kallade sanningsrörelsen, som menar att händelserna kring 11 september 2001 planerades och genomfördes av personer inom den amerikanska regeringen, och att Rothschild-släkten är en av de egentliga makthavarna i världen och ingår som navet i en osynlig världsregering.
Jones leder bland annat The Alex Jones Show. Hans webbplats InfoWars är känd för att sprida konspirationsteorier.

## Biografi
Jones växte upp i Dallasförorten Rockwall och började sin karriär i Austin med en pratshow i lokal-tv. 
1997 släppte han sin första dokumentärfilm America Destroyed By Design. Två år senare vann han årets Austins Best-omröstning. Senare samma år fick han sparken från sin radiokanal KJFK-FM. Anledningen var att det på grund av Jones var svårt att göra reklam för kanalen samt att Jones vägrade att ta till sig andra perspektiv. Jones menade att det var ett politiskt drag att få bort honom från kanalen. Han hävdade att han blivit tillsagd elva veckor tidigare att sluta anklaga dåvarande presidenten Bill Clinton och många andra politiker samt att sluta rikta anklagelser mot marinkåren.
År 2000 infiltrerade Jones och filmaren Mike Hanson Bohemian Grove, där rika företagare och politiker samlas varje år under stort hemlighetsmakeri. Bland herrklubbens medlemmar finns Richard Nixon, Henry Kissinger, Ronald Reagan, George H. W. Bush och George W. Bush. Under besöket filmade Jones med dold kamera, och han släppte senare filmen "Dark Secrets: Inside Bohemian Grove" . Hanson skrev om sina upplevelser i boken "Bohemian Grove: Cult of Conspiracy".
I juli 2002 startade Jones "Save The Bill of Rights Campaign" som ett motstånd mot Patriot Act. 
Den 20 mars 2006 gästade skådespelaren Charlie Sheen Alex Jones radioshow. Jones och Sheen diskuterade konspirationsteorier om 11 september 2001, främst teorin att regeringen skulle ha planterat sprängämnen veckorna före attackerna.
I augusti 2006 förutspådde Jones en massiv våg av iscensatta terrorattacker innan slutet av oktober. Enligt Jones skulle kontaktorganisationer till CIA Hizbollah eller al-Qaeda få skulden. Dessa attacker var menade att inleda tredje världskriget. Nyhetsbyrån Fox News rapporterade Jones varningar och påstod att Jones även hade förutspått 11 september 2001. Attackerna uteblev emellertid. Jones hävdade senare att ett ökat folkligt medvetande hade stoppat attackerna.
I oktober 2006 havererade ett litet privatplan i New York, som ägdes av Cory Lidle, spelare i baseboll-laget New York Yankees. Jones hävdade att haveriet var en konspiration som skulle få amerikanska folket att minnas 11 september och rösta på Republikanerna. Rush Limbaugh läste upp Jones teori och förlöjligade den i sin radioshow.
I februari 2017 skickade James Alefantis, ägare till Comet Ping Pong Pizzeria, ett brev till Jones där han krävde en ursäkt för Jones spridande av konspirationsteorin Pizzagate. Jones drog tillbaka sina anklagelser och bad Alefantis om ursäkt i mars 2017.
I april 2017 lämnade yoghurtföretaget Chobani in en stämningsansökan mot Jones för hans påståenden om att flyktingar som arbetade på Chobanis fabrik i Idaho var kopplade till sexuella övergrepp mot barn och till spridning av sjukdomen tuberkulos. Jones bad om ursäkt och drog tillbaka sina anklagelser i maj 2017.
Den 6 augusti 2018 tog Facebook, Apple, YouTube och Spotify bort allt innehåll från Jones och InfoWars för policyöverträdelser. I september 2018 stängdes Jones av permanent från Twitter och Periscope.
Jones har hävdat att skolskjutningen i Sandy Hook, där 28 personer mördades, var en bluff och att elever som överlevt attacken var skådespelare. Han har senare tagit tillbaka påståendet. Under 2021 och 2022 dömdes han att betala skadestånd till anhöriga till barn som dog under attacken.
Jones stödde Donald Trumps presidentkampanj 2016. Han stödde också Trumps återvalskampanj 2020 och spred falska rykten om valfusk efter att Joe Biden vunnit valet. Han höll tal i Washington i samband med Stormningen av Kapitolium 2021.

### Privatliv
Jones har tre barn med exfrun Kelly Jones. Paret skilde sig i mars 2015. Jones gifte om sig med Erika Wulff Jones 2017 och fick ytterligare ett barn med henne. 2017 sökte Kelly vårdnad om deras barn på grund av sin exmans beteende. Hon hävdade att ”han är inte en stabil person”. Kelly tilldelades rätten att bestämma var deras barn ska bo och han fick umgängesrätt.

## Politisk åskådning och ställningstaganden
Jones har beskrivit sig själv som konservativ, paleokonservativ och libertarian. Andra beskriver honom som konservativ, politisk höger, alt-right och högerextrem. När Jones fick en fråga om sådana etiketter svarade han att han är "stolt över att bli listad som en tankebrottsling mot Big Brother".
Han hänvisar ofta till sin tolkning av USA:s konstitution, vilket innebär bland annat yttrande-, åsikts- och religionsfrihet, rätt att äga vapen samt rätten till ett privatliv. 2016 kallade Jones dåvarande presidenten Barack Obama för en demon, "som Hillary". Han har stöttat Donald Trump och sagt att de båda "har ett band". Jones har upprepade gånger framfört hatiska kommentarer mot HBTQ-rörelsen. 2010 sa han att regeringen använder kemikalier för att öka andelen homosexuella i befolkningen. Jones är motståndare till fri abort, han har spridit konspirationsteorier om chemtrails, är vaccinmotståndare, och tror att den globala uppvärmningen är en bluff.

### Den nya världsordningen
Jones anser att det finns element inom den amerikanska regeringen vars agenda är att försvaga USA och dess självständighet, att Europeiska unionen är en början på en världsregering och att USA håller på att integreras med EU, som i sin tur styrs av Världsbanken, som vanliga stater inte har någon makt över. Denna konspirationsteori kallas ofta Den nya världsordningen, och bland annat påstås den styrande makten bakom det hela vara den hemliga gruppen Illuminati.

### Befolkningsminskning
Jones menar att det finns en global konspiration som syftar till att minska jordens befolkning med flera miljarder, och att det byggs bunkrar för regerings- och bankchefer att gömma sig i när ett eventuellt luftburet ebolavirus skulle släppas ut. Denna feber skulle döda 90 % av jordens befolkning och 99 % av alla som den kommer i kontakt med. I övrigt menar Jones att det förekommer cancervirus i vacciner och avråder alla lyssnare från att ta dessa. Förutom detta menar han att mat och dricksvatten förgiftas med livsfarliga gifter som exempelvis fluor, vilket enligt honom har orsakat den stora ökningen av antalet cancerfall. Han menar att det sker delvis för att ta död på individer men också för att minska fertiliteten, vilket han menar har orsakat de låga födelsetalen i västvärlden samt Japan. Han hävdar också att den globala eliten har tillgång till levnadsförlängande teknik som möjligtvis skulle kunna göra evigt liv möjligt genom att plantera nya organ och celler i halvmänskliga djurkorsningar. 2010 anklagade han regeringen för att förgifta befolkningen med hjälp av kemikalier. På så sätt kommer andelen homosexuella att öka, och antalet barn som föds skulle därför minska.

## Egna medier
Jones började sin radiokarriär 1996 på radiostationen KJFK 98.9 FM i Austin. Han bytte senare till Republic Radio med sin show The Alex Jones Show 1997. Jones sänder fortfarande på WWCR Nashville och på gcnlive. Han uppträder även på prisonplanet.tv med reguljära rapporter, och sänder även i Austin.

### Webbplatser
Jones har ett eget nätverk av webbplatser med huvudsajten Infowars.com. I juni 2001 startade Jones hemsidan Prisonplanet.com och år 2004 öppnade Prisonplanet.tv, där man kan se hans dokumentärfilmer, intervjuer, videoklipp och digitala versioner av Jones böcker. Jones har även sin egen webbservice, Infowarsnetwork.com. Jones hävdade i januari 2007 att genomsnitt fem miljoner personer i veckan besöker hans webbplats Prisonplanet.com. 

### Filmer
Jones har producerat ett antal filmer om en kommande framtida totalitär världsregering, avskaffandet av amerikaners friheter och självständighet, regeringens maktmissbruk och korrupta storföretag. 
Alex Jones filmer:
- America Destroyed By Design (1997) - I Alex Jones debut som dokumentärfilmare lyfter han ämnet hur USA:s självständighet säljs ut och undermineras av en global maktelit.

- America Wake Up (Or Waco) (2000) - Om Belägringen i Waco och dess efterspel.

- Comprehensive Annual Financial Reports Exposed (2000) - Jones intervjuar Walter Burien.

- Dark Secrets: Inside Bohemian Grove (2000) - Alex Jones och Mike Hanson infiltrerar Bohemian Grove där de filmar en ceremoni.

- Police State 2000 (2000) - Jones fokuserar på militariseringen av USA:s polismakt.

- Police State 2: The Takeover (2000) - Den andra delen i "Police State"-serien. Jones anser att folk lätt accepterar ett hårt kontrollerat samhälle och övervakning.

- 911: The Road to Tyranny (2002) - Jones hävdar att flera terroristattacker under 1900-talet och 2000-talet är skapade av regeringar för att starta krig.

- Masters of Terror (2002) - Jones förklarar varför han tror att övermakten skapar terrorism för att få befolkningen att stöda olika krig i syfte att kontrollera jordens kvarvarande naturresurser.

- Police State 3: Total Enslavement (2003) - Den sista delen i Police State serien. Jones beskriver hur han anser att Homeland Security, Patriot Act och Information Awareness Office skapades.

- Matrix of Evil (2003) - En samling tal och konversationer med Jones, Ron Paul, Craig Roberts, Cynthia McKinnsey och aktivisten Frank Morales.

- American Dictators: Documenting the Staged 2004 Election (2004) - Diskussion om de primära presidentkandidaterna i det amerikanska presidentvalet 2004.

- Martial Law 9/11: Rise of the Police State (2005) - Jones diskuterar hur samhället håller på att bli en polisstat.

- The Order of Death (2005) - Jones hävdar att Bohemian Grove, frimurarna och Illuminati i hemlighet och indirekt styr världen.

- TerrorStorm: A History of Government-Sponsored Terrorism (2006) - En 110 minuter lång pratshow med snabba växlingar av stillbilder och filmklipp som illustrationer, där Jones påstår att det är USA, Storbritannien och Israel som står bakom de flesta, kanske alla terroristattackerna, inklusive 9/11, samt påvisar hur farligt just USA-regeringens propaganda är.

- Endgame: Blueprint for Global Enslavement (2007): I denna dokumentär gör Jones gällande att en liten grupp konspiratörer har kontrollerat världshistorien ända sedan första världskrigets utbrott. I detta presenterar han också en påstådd komplott som ska minska jordens befolkning med åtskilliga miljarder människor, däribland luftburen ebolafeber, som han menar snabbt skulle döda 90 % av jordens befolkning.

- 911 Chronicles (Truth Rising) (2008)

- The Obama Deception (2009) - En olycksbådande granskning av ett hemlighetsmakeri bakom kulisserna i den amerikanska politiken. Barack Obama framställs som en marionett i mäktiga gruppers hand, samt som en agent för deras intressen och den nya världsordningen.

- Fall of the Republic (2009) - Filmen hävdar att USA förs djupare och djupare in i en depression, och att Obama med sina medhjälpare från Federal Reserve och bankdirektörerna med flit försöker förstöra världsekonomin för att sätta upp en världsregering.

Jones spelar sig själv i två filmer av Richard Linklater:
- Waking Life (2001) - Spelar (förmodligen) sig själv, i ett klipp då han sitter i en bil och kommenterar den nya världsordningen.

- A Scanner Darkly (2006) - Spelar "sig själv" igen, då han står på en gata och protesterar mot Substans D, en drog som spelar en central roll i filmen. En skåpbil åker upp och maskerade män plockar in honom i bilen.